# Villefranche-sur-Mer
Villefranche-sur-Mer (Niçard: Vilafranca de Mar, tiếng Ý: Villafranca Marittima) là một xã ở tỉnh Alpes-Maritimes, vùng Provence-Alpes-Côte d'Azur ở đông nam nước Pháp.

## Thành phố kết nghĩa
- Bordighera,  Ý
- Newport,  Anh Quốc
- Plan-les-Ouates,  Thụy Sĩ
- Reiskirchen,  Đức